# Przyrów (gemeente)
De gemeente Przyrów is een landgemeente in het Poolse woiwodschap Silezië, in powiat Częstochowski.
De zetel van de gemeente is in Przyrów.
Op 30 juni 2004 telde de gemeente 4161 inwoners.

## Oppervlakte gegevens
In 2002 bedroeg de totale oppervlakte van gemeente Przyrów 80,44 km², waarvan:
- agrarisch gebied: 61%
- bossen: 27%

De gemeente beslaat 5,29% van de totale oppervlakte van de powiat.

## Demografie
Stand op 30 juni 2004:
| Omschrijving                   | Totaal | Totaal | Vrouwen | Vrouwen | Mannen | Mannen |
| ------------------------------ | ------ | ------ | ------- | ------- | ------ | ------ |
| eenheid                        | aantal | %      | aantal  | %       | aantal | %      |
| inwoners                       | 4161   | 100    | 2098    | 50,4    | 2063   | 49,6   |
| bevolkingsdichtheid (inw./km²) | 51,7   | 51,7   | 26,1    | 26,1    | 25,6   | 25,6   |

In 2002 bedroeg het gemiddelde inkomen per inwoner 1411,62 zł.

## Plaatsen
Aleksandrówka, Bolesławów, Julianka, Knieja, Kopaniny, Smyków, Stanisławów, Staropole, Sygontka, Wiercica, Wola Mokrzeska, Zalesice, Zarębice.

## Aangrenzende gemeenten
Dąbrowa Zielona, Janów, Koniecpol, Lelów, Mstów